# Sainte-Foy-de-Peyrolières
Sainte-Foy-de-Peyrolières település Franciaországban, Haute-Garonne megyében. Lakosainak száma 2093 fő (2022. január 1.). Sainte-Foy-de-Peyrolières Saiguède, Beaufort, Bragayrac, Cambernard, Poucharramet, Rieumes, Sabonnères, Saint-Clar-de-Rivière, Saint-Lys és Saint-Thomas községekkel határos.

## Népesség
A település népessége az elmúlt években az alábbi módon változott:
| Lakosok száma | 881  | 1074 | 1221 | 1850 | 2053 | 2038 | 2074 | 2093 | 2101 | 2093 |
|               | 1968 | 1982 | 1990 | 2006 | 2013 | 2015 | 2017 | 2019 | 2020 | 2022 |